# Kerameikosstraße
Die Kerameikosstraße ist der älteste und bedeutendste Weg des Kerameikos, eines Demos und Stadtteils des antiken Athens und einer Ausgrabungsstätte mit archäologischem Park im modernen Athen.

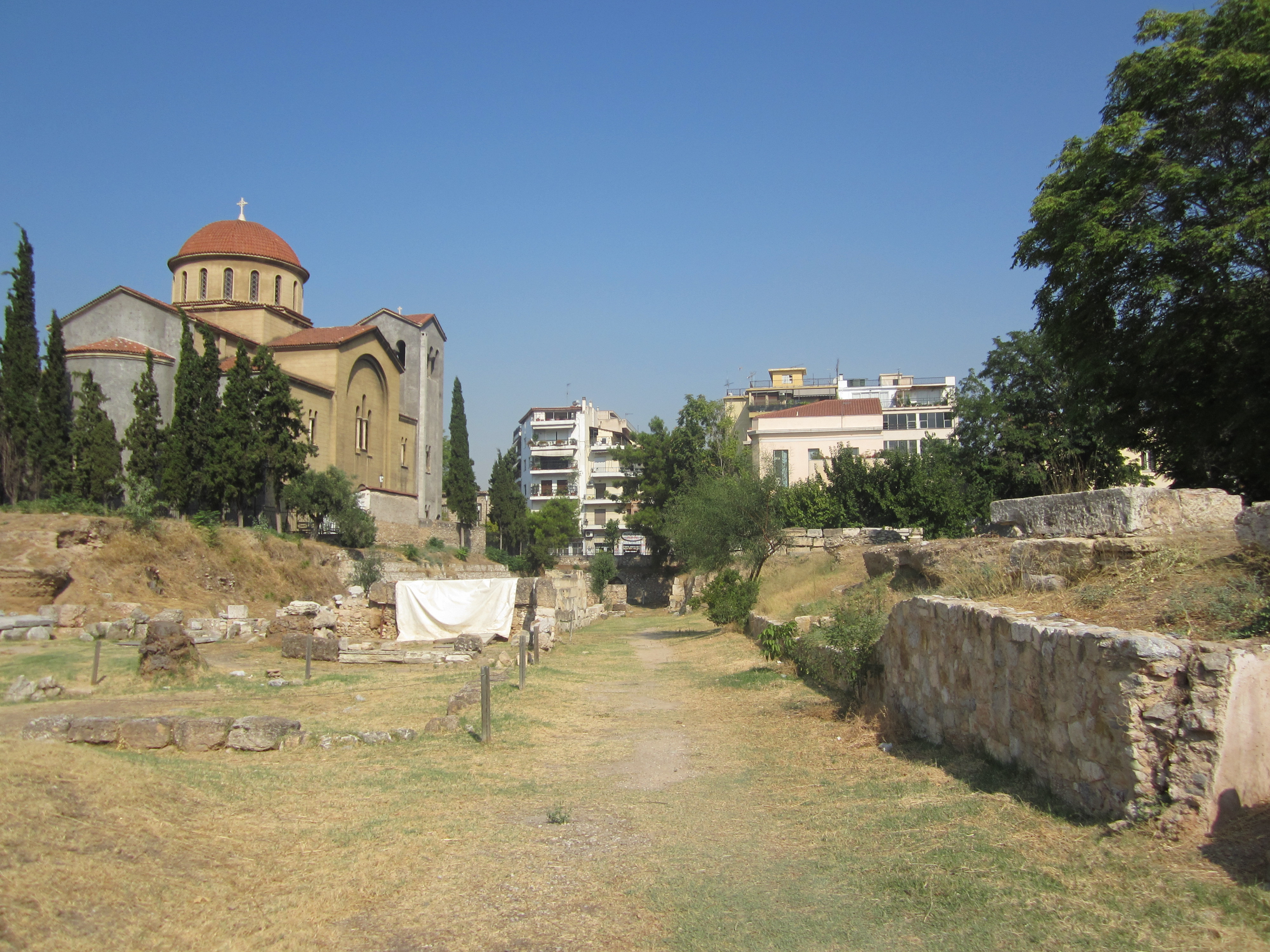
Die „Akademiestraße“, der außerstädtische Teil der Kerameikosstraße hinter dem Dipylon in Richtung Akademie.

Am rechten Ufer des Eridanos bestand schon in prähistorischer Zeit ein Weg zwischen der Siedlung auf der Akropolis von Athen und einer Siedlung westlich davon nahe dem Kephissos, wo später die Akademie von Athen errichtet wurde. Die Straße führte von dort weiter zum Demos Thria in der Thriasischen Ebene und dann weiter nach Böotien. Zunächst wurde die ganze Straße, die durch das Töpferviertel, den Demos Kerameikos führte, nach diesem benannt. Nachdem die Stadtmauer errichtet worden war, entstand ein Innerer und außerhalb der Mauern vom Dipylon bis zum 1,5 Kilometer entfernten Eingang zur Akademie ein Äußerer Kerameikos. Heute ist nur ein kleiner Teil des Inneren Kerameikos erhalten, die genaue Wegführung des Äußeren Kerameikos ist nicht bekannt. Nach der Errichtung des Tores bauten die Athener den äußeren Teil der Straße zu einer breiten Prachtstraße aus, bei Flavius Philostratos ist der Name Akademiestraße dafür überliefert. Der innere Teil zwischen Dipylon und Akropolis wurde zum Panathenäenweg, benannt nach den jährlichen Prozessionen aus Anlass der Panathenäen. Bei Himerios ist für das vierte Jahrhundert n. Chr. auch der Name Dromos überliefert, der auf die Nutzung der Straße für kultische Fackelläufe anspielt.
Zur Straße liegt eine ungewöhnlich große Zahl an antiken Quellen vor, was der Bedeutung der Straße für verschiedene Kulte und Feste der Athener geschuldet ist. So war die Straße Schauplatz der jährlichen Leichenzüge im Rahmen der öffentlichen Staatsbegräbnisse für die gefallenen Athener Krieger im Polyandrion, als Ort von religiösen Prozessionen sowie als Ort von Agonen und Wettläufen. Insbesondere seit der Neuordnung der Panathenäen im Jahr 566 v. Chr. wurde die Straße in verschiedener Form einbezogen, an ihr fanden sich einige bedeutende Altäre. Als 522/21 v. Chr. Peisistratos das Wegenetz neu ordnen und die Straßen ins Umland erneuern ließ, schuf er als zentralen Bezugspunkt den Zwölfgötter-Altar auf der Agora, auf den sich nun auch die Kerameikosstraße bezog. Sein Sohn Hipparchos ließ Hermen als Mnemata an der Straße errichten. Ebenfalls seit der Zeit des Peisistratos gab es ein Heiligtum für Dionysos Eleuterios, Dionysos den Befreier, an der Straße. Dionysos galt als Vater des Heros Keramos, der als örtlicher Held und Namensgeber für den Kerameikos verehrt wurde. Während der großen Dionysien brachte man das Kultbild des Gottes zuerst von dessen Heiligtum am Südhang der Akropolis während eines nächtlichen Umzuges bei Fackelschein (Pannychis) hierher, danach wieder zurück. Bei seiner Beschreibung der Staatsgräber führt Pausanias das Grab der Tyrannenmörder Harmodios und Aristogeiton an der Straße auf. Am nordöstlichen Rand der Straße befand sich die Grabstätte der im Krieg gefallenen Athener (Polyandrion), in der einmal jährlich in einer feierlichen Zeremonie auf Staatskosten die Gefallenen der Stadt beigesetzt wurden. Perikles hielt dabei auf der Kerameikosstraße seine berühmte Leichenrede. Zudem gab es hier regelmäßig Leichenspiele und andere Gedenkveranstaltungen für die Gefallenen.
Der Ausbau der Straße erfolgte in mehreren Schritten. Es konnte die Abfolge von acht Straßen rekonstruiert werden. Es handelte sich sämtlich um Erdstraßen handelte, für deren Errichtung Kies mit Mehl durchmischt und fest gestampft wurde. Die erste Straße, die von prähistorischer Zeit bis in die archaische Zeit genutzt wurde, ist nicht archäologisch nachgewiesen, muss jedoch aus praktischen Gründen angenommen werden, da es einen Weg zwischen Akropolis und der Nekropole nördlich des Eridanos gegeben haben muss. Die Ausrichtung wird zu den Gräbern aus submykenischer bis zur archaischen Zeit gewesen sein. Im frühen fünften Jahrhundert entstand die zweite Straße. Erstmals wurde der Weg durch Stelen an den Rändern markiert. Zwei der Stelen wurden gefunden. Der Ausbau zur Prachtstraße erfolgte im späten fünften Jahrhundert. Der Südwestrand der Straße ist bis heute im Gelände sichtbar. 70 Meter vor dem Dipylon erreichte sie eine Breite von 39 Metern. Um 350 v. Chr. wurde eine Serie von Stelen aufgestellt, die die Grenze des Demos kennzeichneten. Im 4. Jahrhundert v. Chr. war es die breiteste Straße von ganz Griechenland. Aufgrund von Überschwemmungen und Bautätigkeiten an Proteichisma und Dipylon wurde im späten 4. Jahrhundert v. Chr. mehrfach das Straßenniveau des äußeren Kerameikos erhöht. Aus frühhellenistischer Zeit finden sich am Rande dieser vierten Straße noch viele Pfostenlöcher, die von Gerüstbauten stammen, die für Tribünen für die verschiedenen Veranstaltungen errichtet wurden. Eine fünfte Straße wurde kurz nach der Eroberung Athens durch Sulla 86 v. Chr. angelegt. Die Straße wurde merklich verkleinert. Unter dem südwestlichen Wegrand wurde im 1. Jahrhundert v. Chr. eine Wasserleitung aus Kastenrohren verlegt, die zur Versorgung der Werkstätten angelegt wurde. Im nordwestlichen Straßenraum gab es eine Abwasserleitung aus übereinander gelegten U-Rohren aus derselben Zeit. Zu Reinigungszwecken wurden in regelmäßigen Abständen Kanaleinstiege angelegt. Nachdem im 2. Jahrhundert eine zweite Randmauer errichtet wurde, wurde die nun sechste Straße noch einmal verengt. Der frei gewordene Platz wurde unter anderem zur Anlage neuer Gräber genutzt, es entstand die einzige römische Gräberstraße Athens und eine der wenigen Straßen dieser Art in Griechenland überhaupt. Nach dem Herulersturm im Jahr 267 wurde gegen Ende des Jahrhunderts die Straße erneut verengt. Massive Randsteinquader begrenzten die solide angelegte Straße. Sie wurde, wie die erhaltenen tiefen Wagenspuren zeigen, stark frequentiert, auch die Randsteine waren sehr abgefahren. Zum achten und letzten Mal wurde die Straße in der ersten Hälfte des 6. Jahrhunderts verändert, erneut betraf es vor allem die Wegführung vor dem Tor. Das Abwassersystem wurde erneuert und eine christliche Nekropole entstand.
Die Straße konnte bislang nur in kleineren Teilabschnitten erforscht werden, da sie auf weiten Strecken modern überbaut ist. Die Forschung ist hier eng mit den Arbeiten deutscher Archäologen und Bauforscher der Abteilung Athen des Deutschen Archäologischen Instituts verbunden. Alfred Brueckner begann zwischen 1914 und 1916 damit, einen kleinen Bereich der Straße am Südwestrand der Staatsgräberstraße freizulegen und grub dabei mit dem Lakedaimoniergrab sowie einem Großteil des Rundbaus beim dritten Horos die zwei bis heute einzigen genau untersuchten Staatsgräber aus. Kurt Gebauer und Heinz Johannes setzten diese Grabungen zunächst 1932 und dann nochmals von 1936 bis 1942 fort. Wesentlich für die Erforschung der Entwicklungsgeschichte der Straßen war ein Querschnitt, den Dieter Ohly 1959/1960 anlegen ließ. Damit wurden die wesentlichen Eckpunkte und die Abfolge der verschiedenen Stadien der Entwicklung der Straße geklärt. Im Bereich des Dipylons wurde 1962 unter dem Bauforscher Gottfried Gruben geforscht. Bei den Grabungen von 1998 bis 2001 sowie 2006 gelangen neue Erkenntnisse über die Straße in Klassischer Zeit, zu den Kanälen und Wasserleitungen, die im Straßenraum verlegt waren, sowie zur Wegführung vor dem Dipylon von der römischen Zeit bis in die Spätantike.